# Acacia rugata
Acacia rugata är en ärtväxtart som först beskrevs av Jean-Baptiste de Lamarck, och fick sitt nu gällande namn av William Fawcett och Alfred Barton Rendle. Acacia rugata ingår i släktet akacior, och familjen ärtväxter. Inga underarter finns listade i Catalogue of Life.